# Don't Leave Home
"Don't Leave Home" bio je treći singl objavljen u Velikoj Britaniji od glazbenice Dido. Pjesma se nalazi na trećem mjestu s njenog albuma Life for Rent. Pjesma je službeno objavljena 12. travnja 2004. Iako se nije popela iznad 25. mjesta na ljestvici u Velikoj Britaniji, sa zadrškom od šest tjedana na top ljestvicama dosegla je prvu poziciju kao Airplay hit singl. Time je Dido dobila nevjerojatno poštovanje jer je njena pjesma dosegla vrh Airplay ljestvice s vrlo nisko rangiranom pozicijom njenog singla.

## Pjesma
"Don't Leave Home" se bavi ovisnosti o drogi. Napisana je i odpjevana iz neobičnog pogleda na drogu pjevajući za osobu koja je ovisna. Originalno je pjesma snimljena kao demoverzija još 1999. godine za album "No Angel", ali je tek 2003. završila na albumu "Life for Rent".

## Singlovi
Originalni singl u Velikoj Britaniji sadržavao je sljedeći popis pjesama:
1. "Don't Leave Home" (Recall Mix)
2. "Stoned" (Deep Dish Remix)

## Spot
Spot za "Don't Leave Home" započinje s pjevačicinom vožnjom autom na pješčanoj cesti dok polako pada mrak. Odjednom, ona se pronađe usred neke šume. Dido ostavlja svoj auto, ispušta kofer na zemlju, i ulazi u šumu. Nakon nekog vremena, napušta šumu i pronalazi ogroman kamen na obali s oceanom ispred nje. Na kraju spota Dido se nalazi na plaži, pjevajući sretno na pjesku.

## Remiks
Gabriel & Dresden objavio je svoj 10-minutni, i 52-sekundo dug remiks od "Don't Leave Home" na svom albumu Bloom iz 2004.